# Prase domácí

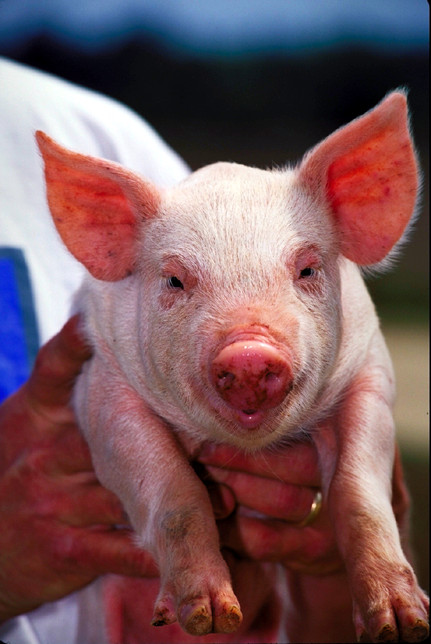
Prase domácí (hlava selete)

Prase domácí (Sus domesticus, někdy též Sus scrofa domesticus či Sus scrofa f. domestica) je významné domácí zvíře, chované hospodářsky především pro maso, vyšlechtěné z prasete divokého (Sus scrofa).

## Popis
Prase domácí je nepřežvýkavý sudokopytník z čeledi prasatovitých. Vzhledem se podobá svému divokému předkovi – praseti divokému, zpravidla má však proporčně delší tělo, kratší končetiny a menší hlavu. Jako u všech prasat vybíhá hlava v nápadný rypák, oči jsou malé, mírně šikmé. Důležitý je tvar boltců, které mohou být buďto malé a zašpičatělé, jako u prasete divokého (tzv. prasata přímouchá), nebo velké, oválné a převislé přes obličej (tzv. prasata klapouchá). Kůže domácích prasat je zpravidla lysá, nebo pokrytá řídkými štětinami, u některých plemen však může být srst velmi hustá, až vlnitá. Zbarvení domácích prasat je nejčastěji růžové či bílé, u asijských a jihoamerických plemen je však častěji tmavě šedé nebo černé. Existují také hnědě nebo rezavě zbarvená prasata, podobná zbarvením praseti divokému, jako je např. tamworthské nebo durocké prase. Některá plemena, jako hampshirské nebo přeštické prase, jsou strakatá, jiná, jako např. pietrainské nebo gloucesterské prase, jsou skvrnitá. Nápadným rozdílem oproti praseti divokému je tvar ocásku, který je zpravidla zatočený. Velikost prasat domácích velmi kolísá. Hmotnost se pohybuje od 30 kg až do 400 kg, délka těla je od 50 cm až do 250 cm, výška v kohoutku od 35 cm do 90 cm.

## Pojmenování
Pojem prase (na východě Moravy prasa) je dnes používán jako zastřešující pro celý druh. Ve středověké češtině se však pojem prase, prasě používal pouze pro mláďata, podobně jako je tomu dnes v slovenštině (prasa), polštině (prosię), ukrajinštině (порося) či ruštině (поросёнок).
Vykastrovaní samci prasete se nazývají vepři, nevykastrovaní se nazývají kanci. Kanci obvykle nejsou vhodní pro potravinářskou výrobu, neboť maso jistého procenta z nich páchne (zápach je závislý na genetické predispozici a nedaří se jej eliminovat selekcí). Samice se nazývá prasnice (někdy bývá význam zúžen na samice před porodem), samice, která již rodila, se nazývá svině (někdy se užívá i v širším významu jako synonymum prasnice) nebo bachyně. Samice v říji se bouká (regionálně řouká, houká nebo chruje se). Gravidní samice se označuje pojmem březí. Samice, která porodila, se oprasila. Vykastrovaná samice prasete se nazývá nunva, což je odvozeno ze staročeského výrazu pro jeptišku nunvicě (srov. angl. nun). Mládě se nazývá sele nebo podsvinče, po odstavení běhoun. Jatečné prase, chované pro maso, se nazývá krmník (krmík) nebo pečenáč. Prase zabíjené o masopustě se zejména ve středozápadních Čechách označuje jako masopustník.
Mezi další lidová pojmenování patří čuník (na Chodsku a okolí čurík) a pašík, která se objevují v Čechách a části Moravy. Na východě Moravy se dále vyskytuje označení mašík a také brávek, které se rovněž objevuje ve Slezsku.

## Domestikace a chov

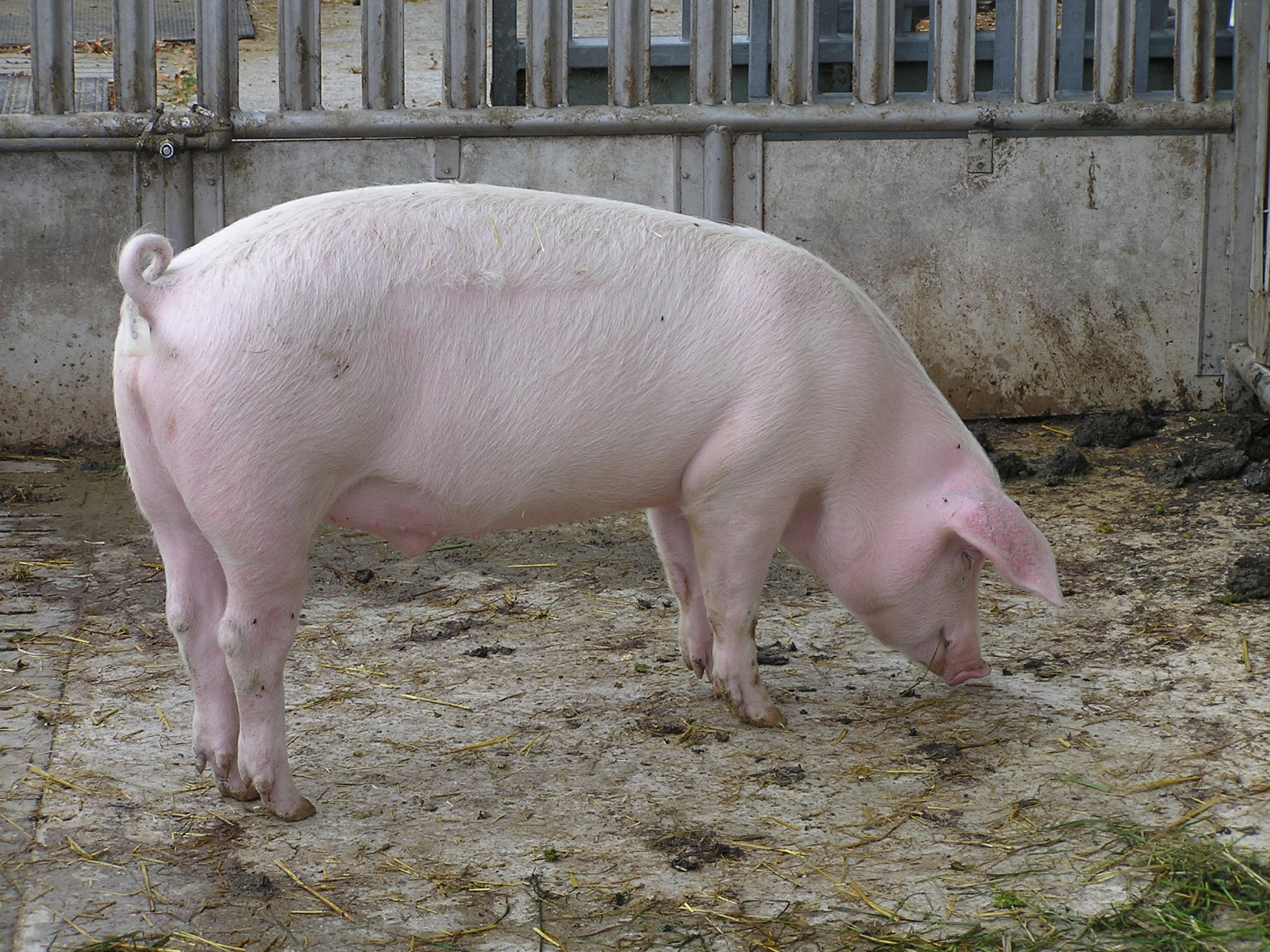
Prase domácí

Počátek domestikace prasat se datuje do období 9.–7. tisíciletí př. n. l.[zdroj?] Patrně k ní došlo nezávisle na sobě v několika kulturních centrech – v jihovýchodní Asii nebo jižní Číně, v Mezopotámii a ve střední Evropě. Zatímco v jihovýchodní Asii byl domestikován místní menší poddruh – prasata páskovaná (Sus scrofa vittatus), v oblasti Úrodného půlměsíce a v Evropě došlo k domestikaci větších poddruhů prasete divokého. Přesto preferovanou barvou byla černá. V Číně a přilehlých oblastech se prasata odedávna chovala v malých ohrádkách, přímo ve vesnicích, a vykrmovala do vysoké tučnosti, na předním východě a ve Středomoří byla chována ve stádech, hlídaných pastevci, nebo ve velkých ohradách s přístřešky, jak to popisuje například Homérova Odysseia. Nejjednodušší způsob chovu byl uplatňován ve střední a severní Evropě, kde se prasata od jara do podzimu pásla volně v lese a na zimu se většina zvířat porazila. Několik prasat, ponechaných na chov, přezimovalo společně s lidmi v obydlí. Z důvodů škodlivosti prasat v lese byla tato volná pastva od 15. století vrchností omezována a v 18. století se začala prasata chovat spíše ve chlévech, kde se vykrmovala do vysoké tučnosti. Krmila se hlavně kuchyňskými zbytky a pomyjemi, žaludy nebo šrotem, ale také mlátem a kozím mlékem. Chlévy byly zpravidla malé, tmavé a špatně větrané, často se z nich ani nekydal hnůj – prase tak žilo vlastně uvězněné ve vlastním hnoji. Právě z těchto důvodů vznikly předsudky o prasečí špinavosti. V soukromých chovech tento způsob ustájení ještě přežívá, ale většina chovatelů přece jen určitým způsobem dbá o hygienu ustájení a hnůj vyváží.
V některých zemích jsou prasata dosud chována extenzivně, buďto ve výbězích, vybavených boudou a kalištěm, nebo i volně, ve velkých stádech, hlídaných pastevci. Takto jsou prasata chována ve Španělsku, jižní Itálii, na Balkáně, ale i v Maďarsku. V současnosti se tento způsob v souvislosti s trendy ekologického zemědělství prosazuje i v západní Evropě a dokonce i v Česku. Prasata z ekologického chovu jsou zdravější, netrpí stresem a mají mnohem chutnější maso, než ta z velkochovů.[zdroj?]
Od poloviny 20. století se prosazuje chov prasat ve velkokapacitních vepřínech, v nichž nejsou mnohdy jejich životní podmínky příliš uspokojivé. Vepříny se dělí na odchovny selat, kde jsou prasata rozmnožována, a výkrmny, sloužící k výkrmu jatečných prasat. Ve velkochovech jsou prasata ustájena v kotcích s roštovou podlahou, po několika desítkách kusů stejné věkové kategorie. Zvířata zde často trpí stresem. Vepřín může mít i venkovní výběhy, většinou pro potřeby plemenných zvířat.
Nejvíce prasat je v současné době chováno v Číně, významná je však i produkce prasat v USA, západní Evropě a Rusku. V České republice se ještě roku 1999 chovalo více než 4 001 000 kusů prasat, k 31. prosinci 2005 to však bylo již pouze 2 876 834 kusů. V současnosti stav chovaných prasat v Česku dále klesá. Přesto jsou stále prasata nejpočetněji chovanými velkými hospodářskými zvířaty v České republice, což je znát i na ceně vepřového masa.

## Plemena prasat
Plemena prasat se podle geografického původu (základní rozdělení na plemena evropská a východoasijská), podle užitkovosti (na masná, sádelná a kombinovaná) nebo podle stupně prošlechtění na plemena primitivní, zušlechtěná (přechodná) a ušlechtilá. Primitivní plemena jsou nejpodobnější praseti divokému, chovají se většinou extenzivním způsobem, jsou nenáročná na potravu a podmínky chovu, prasnice bývají dobrými matkami, jejich nevýhodou je však nízká plodnost, pomalý růst a nižší užitkovost. Typickými příklady je např. sardinské prase, mangalica, kunekune nebo většina afrických a asijských plemen. Přechodná (zušlechtěná) plemena vznikla v 19 a 20. století křížením místních primitivních plemen prasat s plemeny ušlechtilými. Cílem bylo, aby si výsledná plemena udržela nenáročnost a odolnost primitivních předků, a současně se zvýšila jejich užitkovost. Typickým příkladem je přeštické černostrakaté prase anglické tamworthské prase nebo belgické pietrainské prase. Oproti ušlechtilým plemenům, která jsou zpravidla jednobarevně bílá, si zušlechtěná plemena často uchovala původní strakatá, skvrnité nebo rezavé zbarvení a zpravidla i hustší tělní pokryv štětin.
Mezi ušlechtilá plemene prasat patří yorkshire (anglické velké bílé), berkshire, duroc, landrase, cornwall (velké černé prase). V Česku je nejvíce chováno právě yorkshirské prase a plemena od něj odvozená: české bílé ušlechtilé prase, bílé otcovské prase a české výrazně masné prase. Všechna tato plemena mají vztyčené uši a  růžovou kůži s řídkou srstí jednolitě bílé barvy. Delšíma, klopenýma ušima se od těchto plemen odlišuje další značně rozšířené plemeno, jímž je česká landrase. Vysoká plodnost, rychlý růst a dobrá konverze krmiva z nich činí nejoblíbenější plemena. Jejich prasnice jsou zpravidla dobré matky, což mezi ušlechtilými plemeny není samozřejmostí. Nevýhodou bílých prasat je jejich náchylnost na úpal, za teplých dní potřebují snadný přístup do stínu během dne.

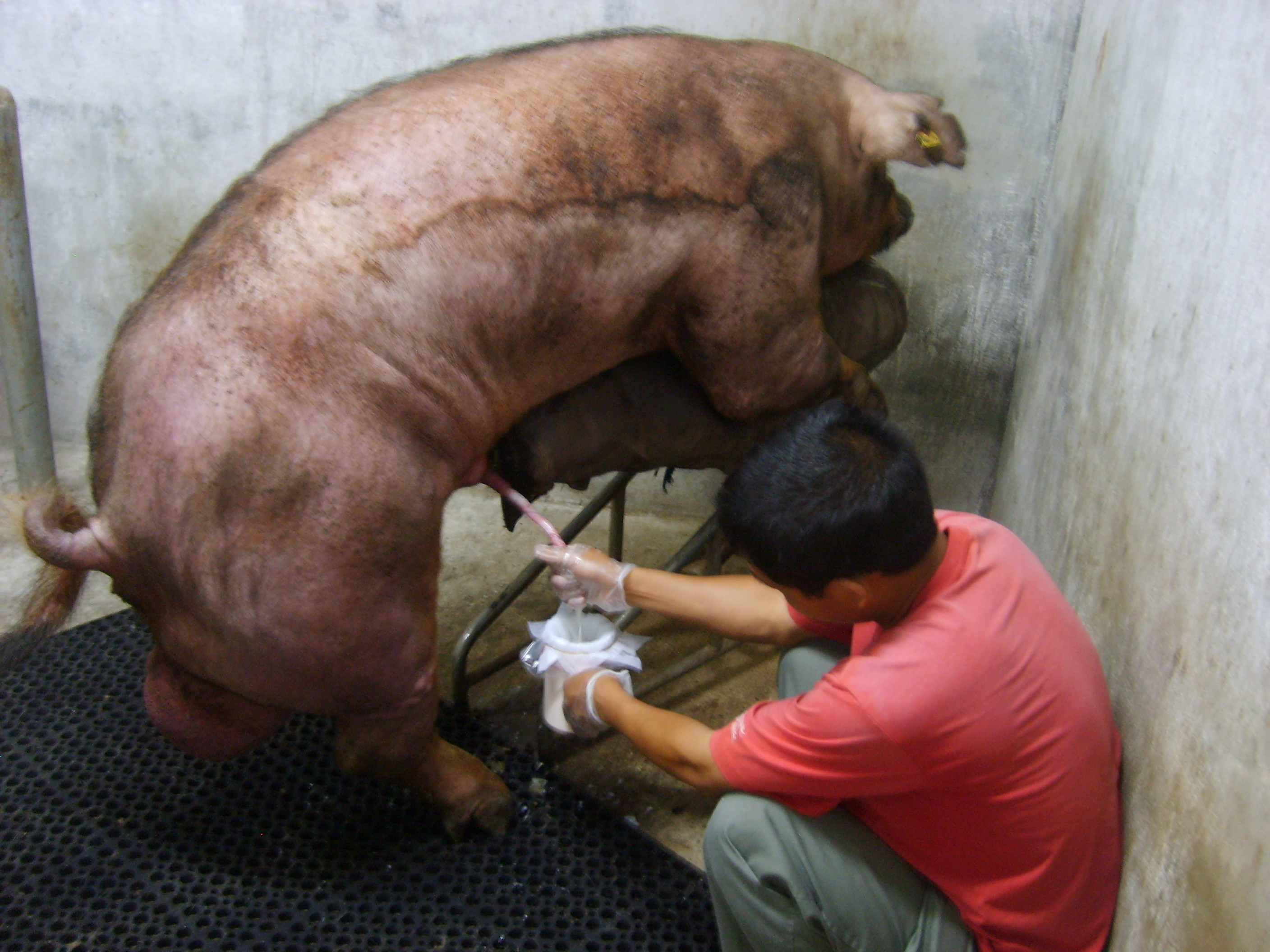
Umělý odběr semene od kance.

## Užitek

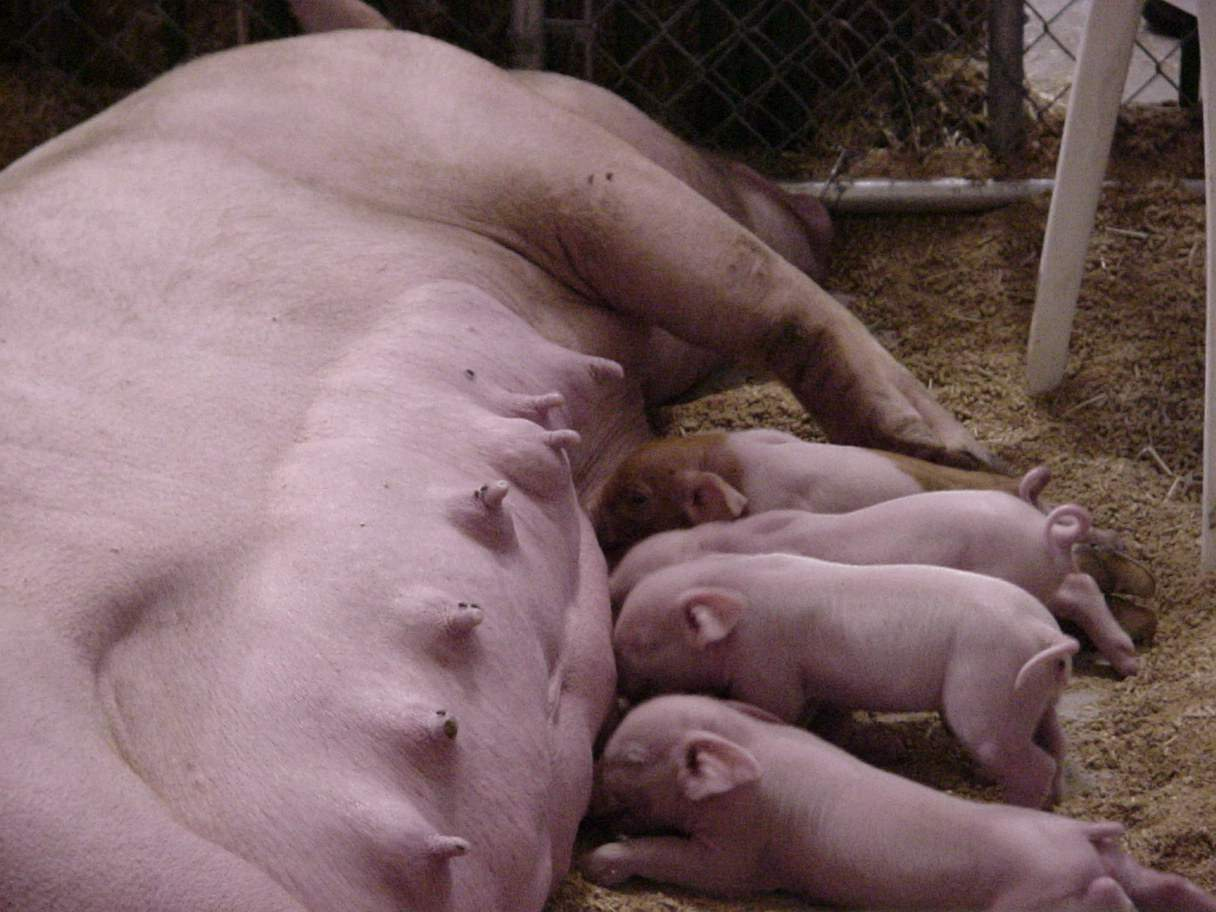
Prasnice se selaty u struků (tj. vemena)

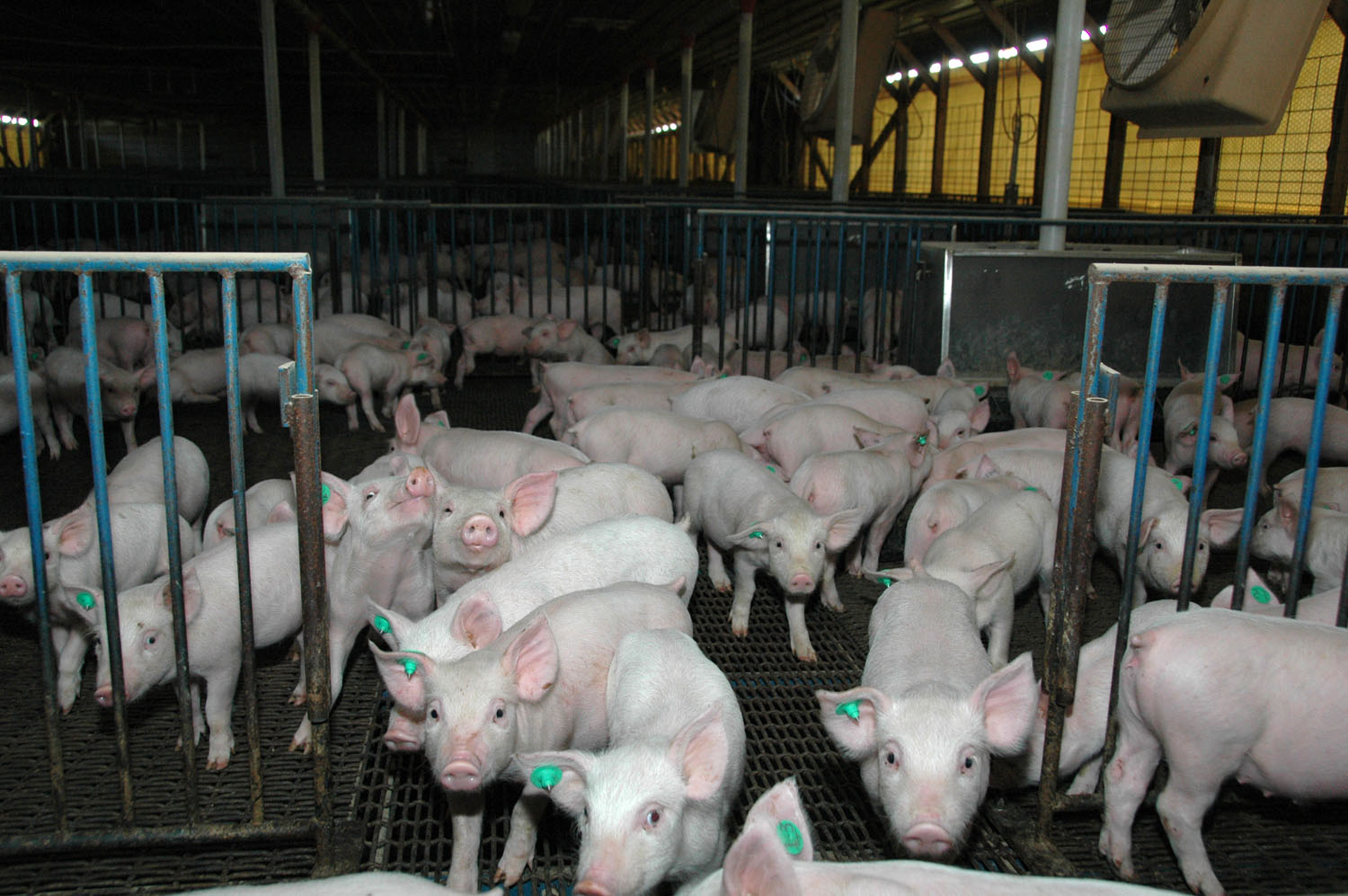
Odrostlá selata ve velkochovu

Prase domácí je chováno především pro maso. Většina prasat proto nepřežije první rok života. Jsou poražena, jakmile dosáhnou stanovené porážkové hmotnosti (zpravidla 80–120 kg). Po dosažení této hmotnosti již prase neroste, pouze tuční. Prasata, chovaná pro sádlo, se proto porážejí až o něco později, většinou až ve věku jednoho a půl roku. Déle se pochopitelně nechávají žít také chovné prasnice a plemenní kanci. Kromě masa a sádla se využívá i vepřová kůže, zvaná krupon, štětiny a prasečí hnůj či kejda. Prasata jsou ve Francii využívána jako pracovní zvířata při hledání lanýžů, v bývalé Jugoslávii se prasata používala také ke zneškodňování min. Pro podobnost svých orgánů s lidskými je prase ve vyspělých zemích jedním z nejpoužívanějších laboratorních zvířat. Zakrslá plemena prasat se v poslední době někdy chovají také jako domácí mazlíčci.[zdroj?]

## Potrava
Prase domácí je všežravé. Ve velkochovech se prasata krmí převážně průmyslově vyráběnými granulemi, mezi další používaná krmiva patří brambory, kukuřice, obilný šrot a kuchyňské odpadky. Prasata domácí, která uniknou do přírody, zdivočí a mohou působit značné škody (jako např. na Novém Zélandu).

## Rozmnožování
Prase rychle přibývá na váze a je velmi plodné, prasnice pohlavně dospívá již v půl roce života, poprvé by však měla být připuštěna nejdříve v 8 měsících, kdy je dostatečně vyspělá, aby zvládla potomstvo donosit. Březost trvá 115 dní a prasnice tak mívá do roka dva vrhy. Ve vrhu bývá průměrně 6–12, výjimečně až 18 mláďat. Na rozdíl od jiných zvířecích samic svá mláďata po narození prasnice neolíže. Selata se rodí předníma nebo zadníma nohama napřed. Jakmile přijdou na svět, hned se postaví a hledají bradavky, aby mohla pít mateřské mléko. Přitom se jim přetrhne pupeční šňůra. Porodní hmotnost selete se pohybuje podle plemene od 1,2–1,6 kg, selata z početnějších vrhů bývají menší. Selata mají v prvních dnech života nedokonale vyvinutou termoregulaci, potřebují proto stálo teplotu minimálně 32 °C, při odchovu je proto vhodné použít infrazářiče nebo výhřevné desky. Je-li selatům chladno, tulí se k matce a zalézají pod její břicho, čímž se vystavují riziku zalehnutí. Při déle trvajícím podchlazení se selata stávají apatickými, přestávají sát a hynou. Prasnice, zejména nezkušené prvorodičky, čerstvě narozená selata někdy nechtěně usmrtí tím, že je zalehnou. Trpí-li prasnice po porodu stresem, může dojít i ke kanibalismu, Z těchto důvodů se ve velkochovech prasnice po porodu fixují pomocí zvláštních klecí, rámů nebo úvazů vleže na boku. To sice chrání selata před zalehnutím, případně sežráním, z hlediska welfare prasnic je však toto řešení problematické. Selata by měla být kojena nejméně 21 dnů, optimálně alespoň jeden měsíc. Již v prvním týdnu života však začínají ochutnávat pevnou potravu a je vhodné začít s jejich přikrmováním. Po měsíci života se selata odstavují. Při příliš raném odstavu nebo v přeplněných kotcích se stává, že selata mají neukojený sací reflex, kvůli němuž sají nebo okusují uši či ocásky svých sourozenců. Při okusování ocásků dochází k jejich poranění a infekcí, proto se v mnoha chovech selatům krátce po narození ocásky kupírují (u kanečků často společně s kastrací). Na rozdíl od mnoha jiných zvířecích matek (fena, kočka) prasnice svá mláďata nedokáže zvednout a přenést, při uchopení a zvednutí člověkem se proto selata cítí ohrožena a reagují na něj kvičením, jímž se snaží přivolat matku. Odtud rčení "ječí jako podsvinče".

## Chování
K péči o tělo patří bahenní koupel (vyválení v bahně). Kromě toho tato koupel v létě prasata ochladí, protože nemají potní žlázy a nemohou se potit jako člověk. Potom si otřou bahno o nějaký pařez nebo kámen. Tak se zbavují dotěrných parazitů jako jsou klíšťata, blechy a komáři. Prasata jsou totiž velice čistotná zvířata. Prase vydává zvuky: tzv. chrochtání nebo kvičení. Je porostlé štětinami. Chodí po dvou paznehtech. I když bývá prase považováno za symbol lenosti, dokáže se pohybovat rychlostí 17,5 km/h.

## Přístup kultur
V Evropě je prase symbolem štěstí a blahobytu. V období antiky bylo oblíbeným obětním zvířetem, spojeným s plodností. Proto se prasata obětovala i při Eleusínských mystériích. Ve středověku bylo symbolem lenosti a obžerství, dvou ze sedmi hlavních hříchů. Bylo však zároveň spojeno s některými světci, hlavně se sv. Antonínem a sv. Vendelínem, kteří byli zároveň uctíváni jako ochránci před nemocemi prasat. Z českého středověku je známa satira o vepříkově závěti, kterou učinil před zabíjačkou.
Muslimové a Židé mají konzumaci vepřového masa zakázanou náboženskými předpisy, prase pokládají za nečisté zvíře. Tento zákaz může mít i racionální základ, ochranu konzumentů před napadením parazitickým svalovcem. V oblastech, kde jsou prasata chována volně a maso není na jatkách prohlíženo, jsou nákazy svalovcem poměrně časté. Další možný důvod pro zákazy chovu prasat  v aridních a subaridních oblastech je vysoký poměr (4500 - 6000:1) spotřeby vody na kg vyprodukovaného masa, přičemž je zde značný podíl tzv. modré (přidané) vody.
V Japonsku, ale v poslední době také v Evropě, jsou zakrslá plemena prasat chována jako domácí mazlíčci. Pro Číňany a Japonce má prase i symbolický význam, je dvanáctým zvířetem čínského zvěrokruhu. Podobně jako v Evropě je i zde spojováno s blahobytem, štěstím a oslavami Nového roku.

## Nadávky
Oslovení „prase“ se v lidské společnosti už dlouho používá jako nadávka. Bývá tak označován člověk, který je nečistotný, zanedbaný nebo se nevhodně chová (pramení z podoby chovu způsobené člověkem, prasata jsou jinak velice čistotná zvířata). Označení „svině“ se v lidské společnosti používá jako ještě silnější nadávka. Bývá tak označován člověk, který je zákeřný nebo záměrně škodí jiným lidem (pramení z doby kdy bachyně/svině má zrovna podsvinčata/selata a stará se o ně, hlavně u divokých prasat, může být v ohrožení bachyně/svině nevypočitatelná a zákeřná a ohrožuje vše, co by mohlo ohrozit ji a hlavně mláďata).
Používá se příměr tlustý jako prase, jako vepř nebo jako bagoun. Tlustý a nemotorný člověk nebo nenasytný jedlík bývá nazýván bagoun. Muž, zdatný v sexuální oblasti je nazýván kancem.

## Výskyt
Prase původně žilo pouze v Asii a Evropě, poté bylo transportováno do jiných zemí.